# 제련

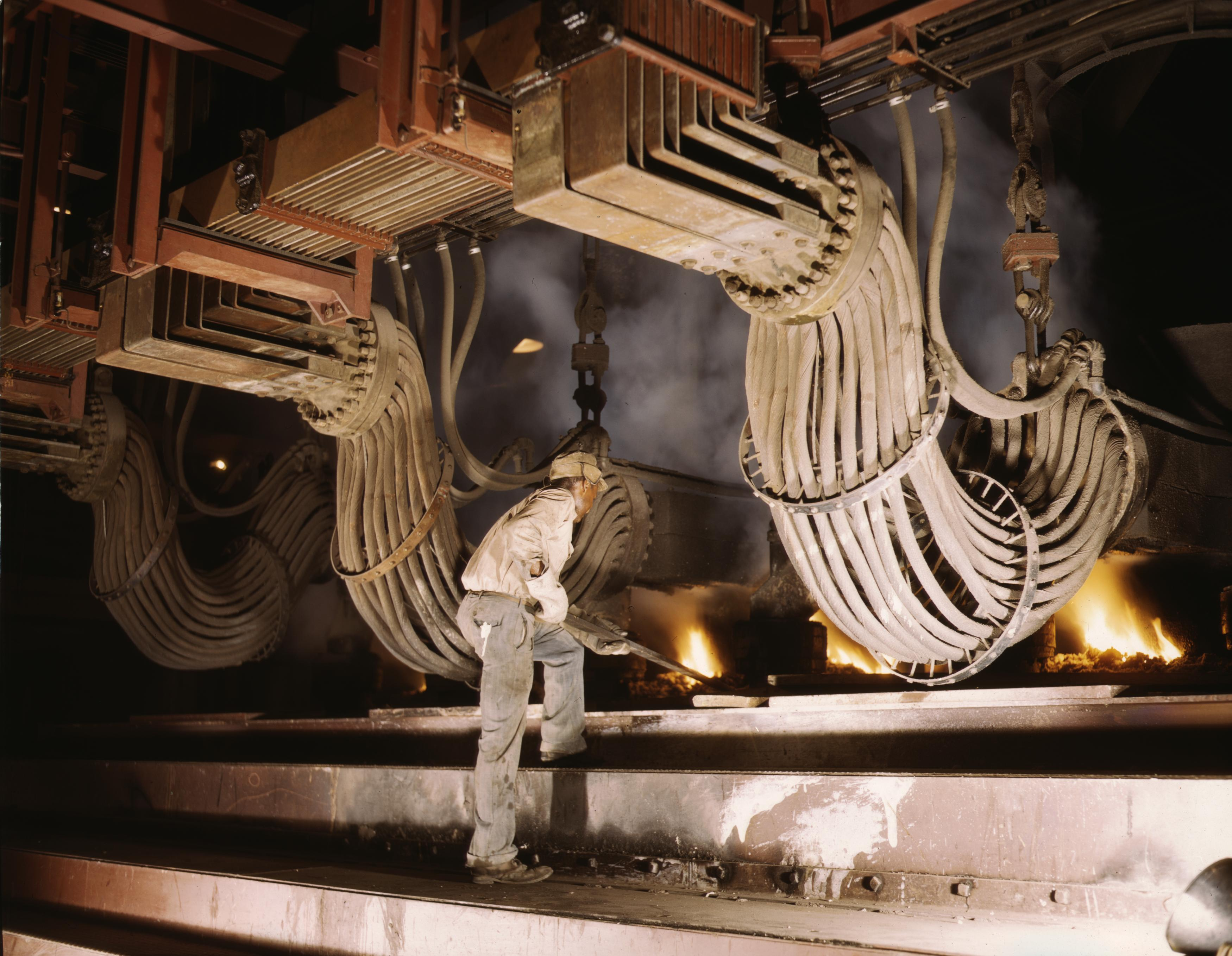

제련(製鍊)은 열이나 화학적, 전기적 방법을 통해 광석으로부터 금속을 추출하는 방법이다. 제련을 하는 장소는 제련소(製鍊所)라고 부른다. 알루미늄을 전해환원하는 공장을 알루미늄 제련소라고 한다.
제련은 광석에 열과 화학적 환원제를 가하여 원하는 비금속 제품을 추출하는 공정이다. 철, 구리, 은, 주석, 납, 아연과 같은 많은 금속을 얻는 데 사용되는 추출 야금의 한 형태이다. 제련은 열과 화학적 환원제를 사용하여 광석을 분해하고 다른 원소를 가스나 슬래그로 몰아내고 금속을 남겨둔다. 환원제는 일반적으로 코크스(초기에는 숯)의 불완전 연소로 인한 일산화탄소와 같은 화석 연료 탄소원이다. 이산화탄소(CO2) 결합의 화학적 위치 에너지가 광석 결합의 화학적 위치 에너지보다 낮기 때문에 광석에 있는 산소는 고온에서 탄소와 결합한다.
구리, 아연 또는 납을 얻는 데 일반적으로 사용되는 황화물 광석은 황화물을 더 쉽게 금속으로 환원되는 산화물로 변환하기 위해 제련 전에 구워진다. 로스팅은 공기 중의 산소가 있는 상태에서 광석을 가열하여 광석을 산화시키고 황을 이산화황 기체로 방출한다.
제련은 가장 두드러지게 용광로에서 일어나서 강철로 변환되는 선철을 생산한다.

## 같이 보기
- 무쇠
- 회취법
- 금속공학
- 연철